# なにわ人形芝居フェスティバル
なにわ人形芝居フェスティバル（なにわにんぎょうしばいフェスティバル）は、大阪府大阪市天王寺区逢坂・下寺町（夕陽丘）界隈で開催される、人形芝居イベント。

## 概要
1996年（平成8年）に下寺町にある寺院、神社、劇場などが主体となり立ち上げられた。
下寺町を中心とした、寺社・劇場・公園・ギャラリーなど約30か所を会場とし、日本全国から人形芝居劇団が参加して開催される。人形劇の他にアニメーション、スタンプラリー、まちかどアート展、ワークショップ、模擬店など様々な催しが行われる。
また、上町台地の各地で活動する様々な団体や地域が協力し合い、上町台地全体の交流・PRを目的とした活動も行われている。

### 開催期日
毎年4月第1日曜日